# Felipe Jacobo Spener
Philipp Jacob Spener (Ribeauvillé, Alsacia, 13 de enero de 1635 - Berlín, 5 de febrero de 1705) fue un teólogo alemán fundador del pietismo, un movimiento luterano del siglo XVII que se caracterizaba por la importancia que otorgaba a la buena conducta y a la dimensión espiritual de cada persona. 

## Biografía
Nació en lo que hoy es Ribeauvillé, Francia, y estudió en la Universidad de Estrasburgo. Poco a poco fue apasionándose con la Reforma de la ortodoxia luterana, en particular en lo referente a sus estructuras eclesiásticas y la relajación moral del clero.
La obra El verdadero cristianismo del asceta alemán Johann Arndt (1555-1621) lo despertó. Estudió en Estrasburgo y Ginebra la exégesis bíblica, entre otras cosas. En 1666 llegó a ser pastor en Fráncfort. Sentía la necesidad de disciplina eclesiástica, pero se encontraba atado, porque toda la autoridad estaba en manos del gobierno de la ciudad.
Mientras dirigía la Iglesia luterana de Fráncfort del Meno fundó "escuelas de piedad": encuentros diseñados para fomentar el desarrollo espiritual individual a través del estudio de la Biblia, la oración y la meditación. Su influyente obra Pia desideria (Deseos piadosos, 1675) contiene la doctrina esencial del pietismo y le confirmó como el principal portavoz del movimiento. Negaba la separación absoluta de lo secular y lo espiritual y defendió la participación laica en la Iglesia. La piedad activa y el amor fraternal debían ser más importantes que las sofisticaciones teológicas: el cristianismo debía ser "vivido" y experimentado individualmente. 
El pietismo se convirtió en una fuerza importante en Alemania y llegó a extenderse por Inglaterra y algunas colonias americanas, jugando un importante papel en el desarrollo del Romanticismo alemán.